# Rocking Tall
Rocking Tall — компиляция американской хард-рок-группы Warrant, выпущенная 13 мая 1996 года лейблом Sony Music. В неё вошли песни с трёх первых альбомов группы: Dirty Rotten Filthy Stinking Rich, Cherry Pie и Dog Eat Dog. Ни одна песня с четвёртного альбома Ultraphobic в неё не попала. Также, в него не вошёл один из главных хитов группы «Heaven».
Rocking Tall был выпущен совместно с The Best of Warrant, оба альбома вышли в 1996 году с разницей в месяц: 2 апреля The Best of Warrant, а 13 мая Rocking Tall.

## Список композиций
- Все песни написаны Джени Лэйном, кроме отмеченных.

| №   | Название                | Автор(ы)                          | Длительность |
| --- | ----------------------- | --------------------------------- | ------------ |
| 1.  | «Down Boys»             |                                   | 4:04         |
| 2.  | «Train, Train»          | Шорти Мэдлок                      | 2:49         |
| 3.  | «Sometimes She Cries»   | Лэйн, Кэгл, Диксон                | 4:43         |
| 4.  | «32 Pennies»            |                                   | 3:09         |
| 5.  | «Cold Sweat»            |                                   | 3:30         |
| 6.  | «Cherry Pie»            | Лэйн, Аллен, Диксон, Свит, Тёрнер | 3:21         |
| 7.  | «Sure Feels Good to Me» | Лэйн, Стэг, Фрэнк                 | 2:39         |
| 8.  | «The Bitter Pill»       |                                   | 4:07         |
| 9.  | «Quicksand»             |                                   | 3:58         |
| 10. | «Machine Gun»           |                                   | 3:44         |

## Участники записи
- Джени Лэйн — вокал
- Эрик Тёрнер — ритм-гитара
- Джоуи Аллен — лид-гитара, ритм-гитара
- Джерри Диксон — бас-гитара
- Стивен Свит — ударные
- Бо Хилл — клавишные